# Здвижень
Здвижень (пол. Zwierzyń) — село на прадавніх етнічних українських територіях. Зараз знаходиться в Польщі, у гміні Вільшаниця Ліського повіту Підкарпатського воєводства.
Населення — 270 осіб (2011).

## Історія
Село Здвижень вперше в документах зустрічається в 1580 році в королівській люстрації, як власність Кмітів.
З ІІ-ї пол. XVIII ст. до 1918 року — в складі Австро-Угорщини.
В I-й пол. XIX ст. було у власності художника Антонія Строінського.
У 1895 р. в селі було 32 будинки і 202 жителі, з них 156 греко-католиків, 22 римо-католиків і 14 юдеїв; місцева греко-католицька громада належала до парафії Бібрка Ліського деканату Перемишльської єпархії.
У 1923 р. розпочато будівництво дамби Мичківського водосховища і штольні гідроелектростанції до Здвиженя, однак при прокладенні штолень допущена помилка і вони не зійшлися, кошти скінчились і ГЕС не добудована.
На 01.01.1939 у селі було 330 жителів (280 українців-грекокатоликів, 45 українців-римокатоликів і 5 поляків). Село належало до Ліського повіту Львівського воєводства. У середині вересня 1939 року німці окупували село, однак уже 26 вересня 1939 року мусіли відступити з правобережної частини Сяну, оскільки за пактом Ріббентропа-Молотова вона належала до радянської зони впливу. 27.11.1939 постановою Президії Верховної Ради УРСР село в ході утворення Дрогобицької області включене до неї. Територія ввійшла до складу утвореного 17.01.1940 Ліськівського району (районний центр — Лісько). Наприкінці червня 1941, з початком Радянсько-німецької війни, територія знову була окупована німцями. В липні 1944 року радянські війська знову оволоділи територією села. В березні 1945 року територія віддана Польщі.
В 1945–1947 рр. все українське населення було піддане етноциду — насильно репресовано чи депортовано в СРСР, а також у північні райони Польщі.
У 1961 р. запущена гідроелектростанція у Здвижені, вода на яку подається 300-метровим тунелем з Мичківського водосховища. До ГЕС прокладено міст через Сян.
У 1975-1998 роках село належало до Кросненського воєводства.

### Церква Воздвиження Хреста Святого
Мурована церква збудована в XVII або XVIII ст. До 1805 року була парафіяльна. Після — філіальна, парафії Бібрки Ліського деканату. Згодом була в поганому стані. Після ремонту, 26 вересня 1844 року проведене освячення. Метричні книги велися від 1784 р. До 1922 року в церкві зберігався металевий емальований хрест з І-ї пол. ХІІІ ст. оздоблений у Франції. Згідно традиції, хрест був знайдений за 700 м від церкви в джерелі. Щороку, 14 вересня на свято «Воздвиження» вірні йшли урочистою процесією до місця, де був знайдений хрест, парох освячував джерело. Церква оновлена в 1936 році. Після 1947 спустошена і недіюча. Згодом святиню розкрадено. З 1971 — будівлю церкви використовують, як костел.

## Демографія
Демографічна структура станом на 31 березня 2011 року:
|          | Загалом | Допрацездатний вік | Працездатний вік | Постпрацездатний вік |
| -------- | ------- | ------------------ | ---------------- | -------------------- |
| Чоловіки | 133     | 24                 | 99               | 10                   |
| Жінки    | 137     | 24                 | 87               | 26                   |
| Разом    | 270     | 48                 | 186              | 36                   |